# Nick Kuipers
Nick Kuipers (Maastricht, 8 ottobre 1992) è un calciatore olandese, difensore del Persib.

## Caratteristiche tecniche
È un difensore centrale.

## Carriera
Cresciuto nelle giovanili dell'MVV, ha esordito il 13 agosto 2010 in occasione del match pareggiato 2-2 contro il Volendam.

## Palmarès

### Club

#### Competizioni nazionali
- Campionato indonesiano: 1

Persib: 2023-2024